# Mandraki
Mandraki også kaldet Mandraki-havnen er den nordligste havn på øen Rhodos i Dodekaneserne.
Havnen blev anlagt omkring 400 år. f.Kr. Kolossen på Rhodos menes at have været opført i tilknytning til Mandraki-havnen. Ved indsejlingen til havnen er i dag placeret to hjorte, en han og en hun, der symboliserer Rhodos. 
På havnens østlige mole står tre gamle vindmøller fra riddertiden.
Ved Mandraki-havnen ligger også et akvarium, delvis under jorden, på Rhodos' nordligste punkt.

## Ekstern henvisning
- Mandraki-havnen Arkiveret 28. juni 2009 hos  Wayback Machine
- Rhodos By Arkiveret 22. november 2008 hos  Wayback Machine